# Kwas 3-hydroksybenzoesowy
Kwas 3-hydroksybenzoesowy – organiczny związek chemiczny z grupy kwasów monohydroksybenzoesowych.
Występuje naturalnie w kastoreum, wydzielinie łojowej bobra kanadyjskiego (Castor canadensis), i bobra europejskiego (Castor fiber), używanej w perfumerii. Został też zidentyfikowany jako jeden z produktów metabolizmu kwasu 3-chlorobenzoesowego (składnika niektórych herbicydów) przez bakterie glebowe z rodzaju Pseudomonas.